# Paul Stoichiță
Paul Stoichiță (10 de enero de 1989) es un deportista rumano que compitió en halterofilia. Ganó una medalla de plata en el Campeonato Europeo de Halterofilia de 2013, en la categoría de 77 kg.

## Palmarés internacional
| Campeonato Europeo | Campeonato Europeo | Campeonato Europeo | Campeonato Europeo |
| Año                | Lugar              | Medalla            | Categoría          |
| ------------------ | ------------------ | ------------------ | ------------------ |
| 2013               | Tirana (Albania)   | Medalla de plata   | 77 kg              |